# Test és vér
A Test és vér a Hungarica zenekar 6. nagylemeze, mely 2012. december 3-án jelent meg. Ez az első album, amelyen Fábián Zoltán énekel.
Az album különlegessége a lengyel-magyar barátságról szóló Lengyel, magyar - Polak, Wegier című dal, amely az albumon háromszor is megtalálható. Az első változatban félig magyarul, félig lengyelül szól, a másik kettő viszont csak egy nyelven hallható. Ehhez hűen Andrzej Nowak (Zle Psy zenekar) énekes közreműködésével készültek el az imént említett számok. 
Az albumról a Két nap című dal az egyetlen, amelyhez videóklip is készült  Nyerges Attila, az Ismerős Arcok frontemberének közreműködésével.

## Az album dalai
1. Az igazság napja 

2. Két nap 

3. Lengyel, magyar - Polak, Węgier 

4. Kaloda 

5. Zúgó vihar 

6. Lépteink 

7. Test és vér 

8. Lelkem nem eladó 

9. Ringató 

10. Határok nélkül 

11. Polak, Wegier 

12. Lélekből kötött szövetség

## Közreműködők
A zenekari tagok:

Fábián Zoltán-ének 

Mentes Norbert-gitár 

Polgár Krisztián-gitár 

Bella Norbert-basszusgitár 

Kiss Dániel - dob 

Wéber Iréna - ének

Andrzej Nowak (TSA, Zle Psy) 

Nyerges Attila (Ismerős Arcok) 

Hoffer Péter (Moby Dick) 

Jancsó Miklós (ős- Moby Dick) 